# Explorer 39
Explorer 39, còn được gọi là AD-C (Air Density C), là một vệ tinh khoa học của Mỹ thuộc về chương trình Air Density. Explorer 39 được phóng lên vào ngày 8 tháng 8 năm 1968 và cùng được phóng với Explorer 40 từ Launch Complex 5 của Căn cứ Không quân Vandenberg thông qua một tên lửa Hướng đạo. Explorer 39 quay quanh Trái Đất một lần mỗi 118,2 phút, ở độ nghiêng 80,6 °. Điểm cận địa của nó là 680 km (420 dặm) và điểm viễn địa là 2.522 km (1.567 mi).
Explorer 39 là một quả cầu có thể thổi phồng được, đường kính 3,6 m. Nó được quay quanh quỹ đạo để xác định mật độ khí quyển. Vệ tinh này đã được phóng thành công theo một quỹ đạo hình elip gần cực. Nó được gấp lại và mang vào quỹ đạo, cùng với thiết bị phóng và thổi lên, như một phần của tải trọng của Explorer 40. Hai thí nghiệm mật độ đã được thực hiện.
Một nghiên cứu liên quan đến sự thay đổi mật độ không khí có hệ thống, và một nghiên cứu còn lại quan tâm đến những thay đổi mật độ không khí không có hệ thống. Mật độ khí quyển trên được bắt nguồn từ các quan sát tuần tự của quả cầu bằng cách sử dụng đèn hiệu theo dõi đài phát thanh 136,62 MHz kèm theo và theo dõi quang học. Đài phát thanh đã ngừng phát sóng vào tháng 6 năm 1971. Kể từ thời điểm đó, chỉ cần dựa vào mạng camera SAO Baker-Nunn để theo dõi.
Explorer 39 đã được phóng vào bầu khí quyển vào ngày 22 tháng 6 năm 1981.